# دولت سرپرست سوریه
دولت سرپرست سوریه (به عربی: حكومة تصريف الأعمال السورية)، که با نام دولت محمد البشیر (به عربی: حكومة محمد البشير) نیز شناخته می‌شد، یک دولت موقت در سوریه بود که پس از سقوط سوریه بعثی توسط مخالفان سوری بشار اسد برپا شد. در ابتدا، دولت توسط محمد غازی الجلالی، نخست‌وزیر مستعفی سوریه، رهبری می‌شد تا اینکه در ۹ دسامبر ۲۰۲۴، محمد البشیر به عنوان نخست‌وزیر منصوب شد.

## تشکیل
احمد الشرع، رهبر اپوزیسیون، در تلگرام اعلام کرد که نهادهای عمومی سوریه فوراً به تصرف نیروها در نمی‌آیند و در عوض، به‌طور موقت تا تکمیل انتقال کامل سیاسی، در اختیار محمد غازی الجلالی، نخست‌وزیر سوریه خواهند بود. الجلالی در ویدئویی در شبکه‌های اجتماعی اعلام کرد که قصد دارد در دمشق بماند و با مردم سوریه، همکاری کند و در عین حال ابراز امیدواری کرد که سوریه بتواند به یک کشور عادی تبدیل شود و دیپلماسی را با کشورهای دیگر آغاز کند.
منابع نشان می‌دهند که توافقنامه انتقال قدرت به یک دولت موقت می‌تواند تا ۹ دسامبر ۲۰۲۴ امضا شود.